# Chow Kwong Choi
Chow Kwong Choi (* 3. Dezember 1943) ist ein ehemaliger Radrennfahrer aus Hongkong.

## Sportliche Laufbahn
Chow Kwong Choi war Straßenradsportler aktiv. Er war Teilnehmer der Olympischen Sommerspiele 1964 in Tokio. Er belegte bei den Olympischen Sommerspielen 1964 im Straßenrennen den 92. Rang. Im Mannschaftszeitfahren kam der Vierer aus Hongkong mit Chow Kwong Choi, Chow Kwong Man, Mok Sau Hei und Michael Watson auf den 30. Platz. In der Einerverfolgung schied er in der Qualifikation aus. Sein Bruder Chow Kwong Man war ebenfalls Radrennfahrer.